# Rapanuijski kalendar
Rapanuijski kalendar ili kalendar Rapa Nuija bio je domorodački lunisolarni kalendar Uskršnjeg otoka. Danas se više ne koristi.

## Svjedočanstvo
William J. Thomson, blagajnik na brodu USS Mohican, je u prosincu 1886. proveo 12 dana (od 19. do 30.) na Uskršnjem otoku. Među podacima koje je Tomson prikupio, bila su imena noći lunarnog mjeseca i mjeseci godine:
Domoroci su računali svoje vrijeme, dapače, to i dalje čine po mjesecima (..."by moons or months"...), počinjući godinu kolovozom, što je, po tradicijama, bilo vrijeme kada su se Hotu Matua i njegovi pratitelji iskrcali na otok.

## Mjeseci
Thomson je ovako zabilježio mjesece:
| rapanuijsko ime | značenje     | zapadni ekvivalent, 1886. – 1887. |
| --------------- | ------------ | --------------------------------- |
| Anekena         |              | kolovoz                           |
| Hora-iti        | malo ljeto   | rujan                             |
| Hora-nui        | veliko ljeto | listopad                          |
| Tangarouri      |              | dio studenog                      |
| Kotuti          |              | studeni i prosinac                |
| Ruti            |              | prosinac i siječanj               |
| Koro            |              | siječanj                          |
| Tuaharo         |              | veljača                           |
| Tetuupu         |              | ožujak                            |
| Tarahao         |              | travanj                           |
| Vaitu-nui       | velika zima  | svibanj                           |
| Vaitu-poto      | kratka zima  | lipanj                            |
| Maro ili Temaro |              | srpanj                            |

## Dani
Kalendarski mjesec je podijeljen na dvije polovine, počevši od mladog i punog Mjeseca. Thomson je ovako zabilježio kalendar u vrijeme njegovog posjeta otoku. Mladi mjesec je bio 25. studenog i opet u noći 24./25. prosinca; Tomson je zabilježio kako je srp mladine prvi put bio vidljiv 26. studenog.
| rapanuijsko ime  | značenje          | zapadni ekvivalent, 1886. |
| ---------------- | ----------------- | ------------------------- |
| Kokore tahi      | prvi kokore       | 27. studenog              |
| Kokore rua       | drugi kokore      | 28. studenog              |
| Kokore toru      | treći kokore      | 29. studenog              |
| Kokore hâ        | četvrti kokore    | 30. studenog              |
| Kokore rima      | peti kokore       | 1. prosinca               |
| Kokore ono       | šesti kokore      | 2. prosinca               |
| Maharu           | prva četvrt       | 3. prosinca               |
| Ohua             |                   | 4. prosinca               |
| Otua             |                   | 5. prosinca               |
| Ohotu            |                   | 6. prosinca               |
| Maure            |                   | 7. prosinca               |
| Ina-ira          |                   | 8. prosinca               |
| Rakau            |                   | 9. prosinca               |
| Omotohi          | pun Mjesec        | 10. prosinca              |
| Kokore tahi      | prvi kokore       | 11. prosinca              |
| Kokore rua       | drugi kokore      | 12. prosinca              |
| Kokore toru      | treći kokore      | 13. prosinca              |
| Kokore hâ        | četvrti kokore    | 14. prosinca              |
| Kokore rima      | peti kokore       | 15. prosinca              |
| Tapume           |                   | 16. prosinca              |
| Matua            |                   | 17. prosinca              |
| Orongo           | prva četvrt [sic] | 18. prosinca              |
| Orongo taane     |                   | 19. prosinca              |
| Mauri nui        |                   | 20. prosinca              |
| Marui [sic] kero |                   | 21. prosinca              |
| Omutu            |                   | 22. prosinca              |
| Tueo             |                   | 23. prosinca              |
| Oata             | mladi Mjesec      | 24. prosinca              |
| Oari             |                   | 25. prosinca              |
| Kokore tahi      | prvi kokore       | 26. prosinca              |
Tri izvora koja imamo, slažu se međusobno, osim u slučaju dva interkalirana dana (masnim slovima) i noći mladog Mjeseca kod Englerta, koji je izgleda pomiješan s jednim od ovih. Počevši od (o)ata-e, noći mladog Mjeseca, dani su:
| dan | Englert     | Thomson     | Métraux     | dan | Englert      | Thomson     | Métraux     |
| --- | ----------- | ----------- | ----------- | --- | ------------ | ----------- | ----------- |
| *1  | oata        | oata        | ata         | *15 | omotohi      | omotohi     | motohi      |
| 2   | ohiro       | oari        | ari         | 16  | kokore tahi  | kokore tahi | kokore tahi |
| 3   | kokore tahi | kokore tahi | kokore tahi | 17  | kokore rua   | kokore rua  | kokore rua  |
| 4   | kokore rua  | kokore rua  | kokore rua  | 18  | kokore toru  | kokore toru | kokore toru |
| 5   | kokore toru | kokore toru | kokore toru | 19  | kokore hâ    | kokore ha   | kokore ha   |
| 6   | kokore hâ   | kokore ha   | kokore ha   | 20  | kokore rima  | kokore rima | kokore rima |
| 7   | kokore rima | kokore rima | kokore rima | 21  | tapume       | tapume      | tapume      |
| 8   | kokore ono  | kokore ono  | kokore ono  | 22  | matua        | matua       | matua       |
| *9  | maharu      | maharu      | maharu      | *23 | orongo       | orongo      | rongo       |
| 10  | ohua        | ohua        | hua         | 24  | orongo taane | orongo tane | rongo tane  |
| 11  | otua        | otua        | atua        | 25  | mauri nui    | mauri nui   | mauri nui   |
| x   | —           | ohotu       | hotu        | 26  | mauri karo   | mauri kero  | mauri kero  |
| 12  | maure       | maure       | maure       | 27  | omutu        | omutu       | mutu        |
| 13  | ina-ira     | ina-ira     | ina-ira     | 28  | tireo        | tireo       | tireo       |
| 14  | rakau       | rakau       | rakau       | x   | —            | —           | hiro        |

*Mladi i puni Mjesec, te prva i posljednja četvrt.
Kokore-e su neimenovane (premda numerirane) noći; tahi, rua, toru, haa, rima, ono su brojevi od 1 do 6. Riječ kokore kognata je s havajskim ‘a‘ole - "ne" i tahićanskim ‘aore - "nema"; ovdje to može značiti "bez [imena], bezimen".  Arhivirana inačica izvorne stranice od 13. ožujka 2008. (Wayback Machine)

## Raščlamba
Kalendar koji je Thomson pribilježio upadljiv je po tome što ima 13 mjeseci. Svi drugi autori spominju samo 12, a Métraux i Barthel nalaze pogrešku kod Tomsona:
Tomson prevodi "Anakena" kao kolovoz i sugerira da je godina počinjala u to doba jer se Hotu-Matua iskrcao u Anakeni tog mjeseca, ali moji obavještajci i Roussel (1869.) navode srpanj kao Anakenu.
Zamjenu zasnivamo na popisima Metraux-a i Englert-a (ME:51; HM:310), koji se slažu. Thomsonov popis odstupa za jedan mjesec.
Međutim, Guy je izračunao nadnevke mladog Mjeseca za godine 1885. – 87. i pokazao da se Thomsonov popis slaže s Mjesečevim mijenama 1886. Zaključio je da su stari Rapanuanci rabili lunisolarni kalendar s kotuti-jem, prijestupnim mjesecom, te da se Thomson našao na Uskršnjem otoku u godini s prijestupnim mjesecom. 
Dani hotu i hiro su izgleda bili interkalarni. Kalendarskom mjesecu od 28 dana potreban je jedan ili dva interkalarna dana kako bi bio u fazi s lunarnim mjesecom, koji traje oko 29,5 dana. Jedna od rongorongo tablica možda opisuje pravilo kada umetati ovakve dane.